# Théorie des sentiments moraux
 (décembre 2011).
Si vous disposez d'ouvrages ou d'articles de référence ou si vous connaissez des sites web de qualité traitant du thème abordé ici, merci de compléter l'article en donnant les références utiles à sa vérifiabilité et en les liant à la section « Notes et références ».
La Théorie des sentiments moraux (The Theory of Moral Sentiments) est un ouvrage de philosophie d'Adam Smith, publié en 1759. Il traite de philosophie morale.

## Présentation générale

### Historique de publication
La Théorie est le premier ouvrage complet d'Adam Smith. Précurseur du libéralisme politique, il pose dans cette réflexion les principes moraux, philosophiques, et méthodologiques qui sous-tendent ses œuvres ultérieures. La Théorie des sentiments moraux est ainsi à la fondation des Lectures on Justice, Police, Revenue, and Arms (Conférences sur la justice, la police, les recettes publiques et les armes, 1763), les Recherches sur la nature et les causes de la richesse des nations (1776), ainsi que les Essays on Philosophical Subjects (Essais sur des sujets philosophiques, 1795).
Smith hérite des conceptions de son mentor, Francis Hutcheson, qui divisait la morale en quatre parties : la moralité et la vertu ; les droits privés et la liberté naturelle ; les droits de la famille (l'économie domestique) et l'État et les droits individuels (la politique).
Six éditions de l'ouvrage paraissent du vivant de Smith, avec des ajouts et des corrections à chaque nouvelle édition.

### Contenu
Plus précisément, Smith distingue, au sein de la morale : 
- les catégories qui touchent à la nature de la moralité : la convenance, la prudence, la générosité, la licence ;
- les catégories qui touchent aux mobiles de la moralité : l'amour-propre, la raison, les sentiments.

Hutcheson avait abandonné les questions psychologiques, affirmant que les mobiles des actions sont trop instables pour servir de fondements à une philosophie morale. Au problème des mobiles, il substitua l'hypothèse d'une sorte de « sixième sens » moral — thèse, reprise de David Hume dans son Traité de la nature humaine, selon laquelle l'homme est naturellement porté à préférer l'utile.

## Résumé
La théorie de Smith préfigure sa théorie de la main invisible. Dans la dernière édition de l'ouvrage, Smith écrit que « Les règles qu'observe la Nature sont appropriées pour la Nature, celles que suit l'homme sont appropriées pour l'homme ; mais ces deux sortes de règles sont calculées pour tendre vers la même grande fin, l'ordre du monde, ainsi que la perfection et le bonheur de la nature humaine ».